# Берёза плосколистная
Берёза плосколи́стная или берёза широколистная (лат. Bétula platyphýlla) — вид растений рода Берёза (Betula) семейства Берёзовые (Betulaceae).
|                                     |
|                                     |
|                                     |
| Сверху вниз: Кора, листья и серёжки |

## Распространение и экология
Ареал вида — умеренные и субарктические климатические регионы Азии. Берёза плосколистная распространена в Сибири (Красноярский край к востоку от Енисея, Бурятия, Читинская область, Якутия), на Дальнем Востоке (Приамурье, Магаданская область, Камчатка, Приморский край, Сахалин), в северном Китае, в Северной Корее, в Японии (на Хоккайдо).
Может присутствовать как примесь или образовывать чистые сообщества. Встречается в составе широколиственных (с клёнами — Acer, липами — Tilia, дубами — Quercus), смешанных, светлохвойных (сосновых и лиственничных), темнохвойных (пихтово-кедровых из Abies sibirica и Pinus sibirica) лесов.
Светолюбивая порода, легко заселяющая прогалины и вырубки.
По данным Леонида Любарского и Любови Васильевой на берёзе плосколистной найдены следующие дереворазрушающие грибы: трутовик окаймлённый (Fomitopsis pinicola), ишнодерма смолистая (Ischnoderma resinosum), трутовик ложный (Phellinus igniarius), трутовик ложный дубовый, трутовик настоящий (Fomes fomentarius), трутовик Буллиара, чешуйчатка разрушающая.

Берёзовый лес
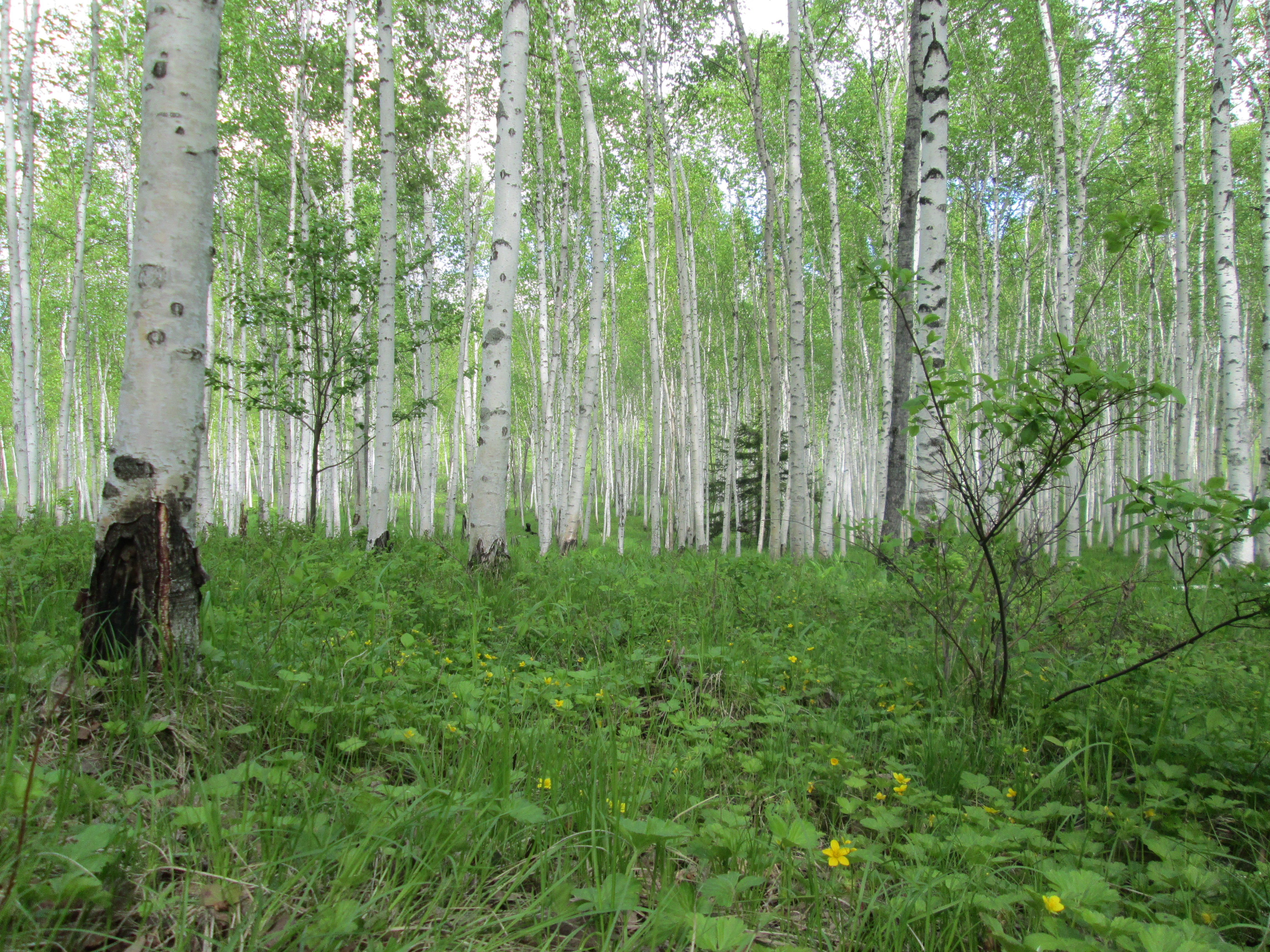
В Хабаровском крае
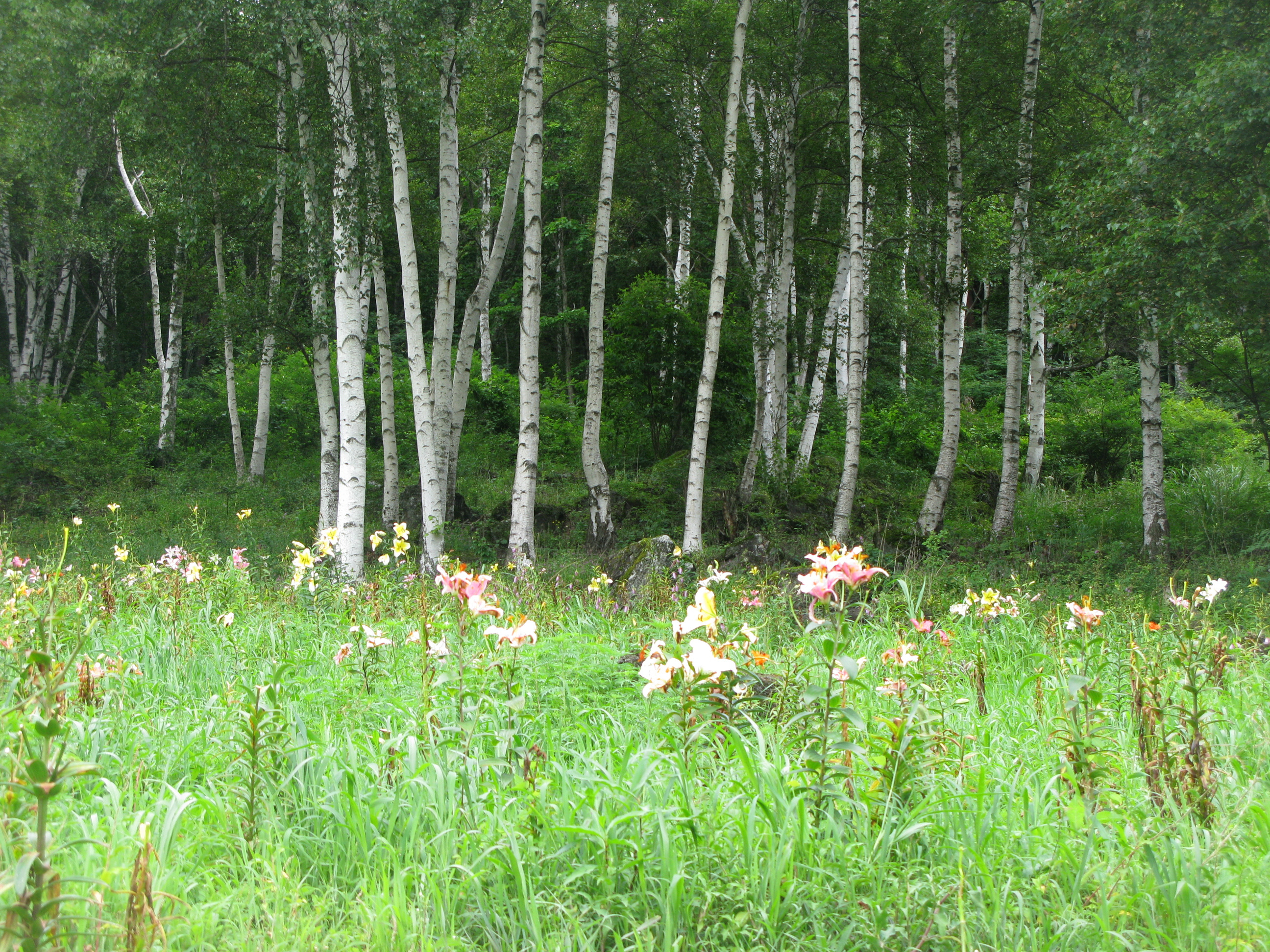
В Японии

## Ботаническое описание
Листопадное дерево, вырастает до 20—30 м высотой.
Кора белая или серовато-белая, отслаивающаяся. Ветви не повислые (в отличие от близкого вида Берёза повислая — Betula pendula), тёмно-серые или тёмно-коричневые, голые. Концы молодых ветвей с редкими железками.
Листья овально-треугольные, широкоовальные, ромбически-треугольные, 3-9 х 2-7,5 см, в основании усечённые, широко-клиновидные или сердцевидные (у Берёзы повислой листья часто ромбические с клиновидным основанием).
Цветёт в апреле-июне. Плодоносит — в июле-сентябре. Плоды узкокрылатые: ширина крыла равна или не более чем в 1,5 раза превышает ширину орешка (у Берёзы повислой крыло в 2 раза более широкое по сравнению с орешком).

## Химический состав
В листьях содержалось (от абсолютно сухого вещества в %): золы — 4,4, протеина — 14,6, белка — 14,4, жира — 8,2, клетчатки — 17,2, БЭВ — 55,6 (в том числе моносахаров — 9,92, всего сахаров — 11,16, крахмала — 3,79, гемицеллюлозы — 14,81).
В золе листьев содержалось (в %): кальция — 27,69, магния — 8,76, калия — 16,10, натрия — 2,80, марганца — 0,71, фосфора — 8,36, серы — 0,64, кремния — 0,121.
Содержание аскорбиновой кислоты, по наблюдениям в Якутии (в мг на 100 грамм): свежих листьях — 155—263, в почках — 106.

## Значение и применение

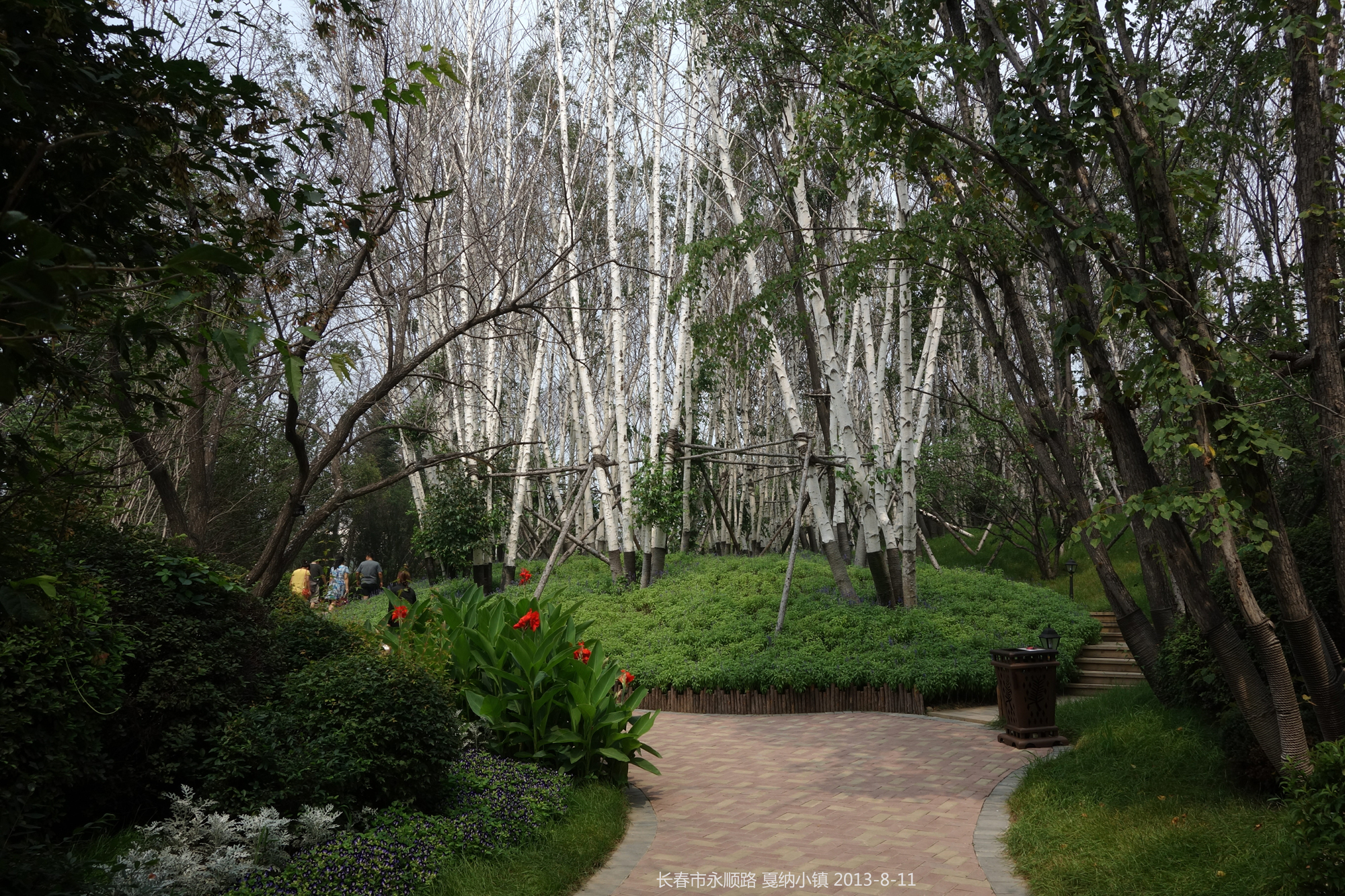
Берёзы в парке Чанчуня

Древесина используется для тех же целей, что и древесина всех берёз. Основным ее пороком является ложное ядро, вызываемое грибом ложным трутовиком. Береста идет на изготовление различной утвари и посуды, путем сухой перегонки из нее получают деготь. Даёт хороший безугарный древесный уголь.
Используется в лесном хозяйстве, лесомелиорации и озеленении. При выращивании березы в населенных пунктах следует иметь в виду, что задымление воздуха, уплотнение и мощение почвы вблизи деревьев вызывают суховершинность и преждевременное их отмирание.
Листья в свежем состоянии в небольших количествах поедаются крупным рогатым скотом и лошадьми. Пригодна для заготовки веточного корма. По сообщениям Л. Г. Капланова листья в Сихотэ-Алинском заповеднике летом поедаются европейским лосём (Alces alces).

## Таксономия
Betula platyphylla Sukaczev, Труды Ботаническаго Музея Императорской Академіи Наукь 8: 220, pl. 3. 1911.
|  |                                      |  |                                                             |                                                             |                     |  | ещё 7 семейств (согласно Системе APG II) | ещё 7 семейств (согласно Системе APG II)                   |                                                            |  |  |  | ещё 1—2 рода        | ещё 1—2 рода             |  |  |
|  |                                      |  |                                                             |                                                             |                     |  | ещё 7 семейств (согласно Системе APG II) | ещё 7 семейств (согласно Системе APG II)                   |                                                            |  |  |  | ещё 1—2 рода        | ещё 1—2 рода             |  |  |
|  |                                      |  |                                                             | порядок Букоцветные                                         |                     |  |                                          |                                                            | подсемейство Берёзовые                                     |  |  |  |                     | вид Берёза плосколистная |  |  |
|  |                                      |  |                                                             | порядок Букоцветные                                         |                     |  |                                          |                                                            | подсемейство Берёзовые                                     |  |  |  |                     | вид Берёза плосколистная |  |  |
|  | отдел Цветковые, или Покрытосеменные |  |                                                             |                                                             | семейство Берёзовые |  |                                          |                                                            | род Берёза                                                 |  |  |  |                     |                          |  |  |
|  | отдел Цветковые, или Покрытосеменные |  |                                                             |                                                             |                     |  |                                          |                                                            |                                                            |  |  |  |                     |                          |  |  |
|  |                                      |  | ещё 44 порядка цветковых растений (согласно Системе APG II) | ещё 44 порядка цветковых растений (согласно Системе APG II) |                     |  |                                          | ещё одно подсемейство, Лещиновые (согласно Системе APG II) | ещё одно подсемейство, Лещиновые (согласно Системе APG II) |  |  |  | ещё более 110 видов |                          |  |  |
|  |                                      |  |                                                             | ещё 44 порядка цветковых растений (согласно Системе APG II) |                     |  |                                          |                                                            | ещё одно подсемейство, Лещиновые (согласно Системе APG II) |  |  |  |                     |                          |  |  |

## Синонимы
В синонимику латинского названия вида входят:
- Betula alba var. japonica Miq.
- Betula alba subsp. mandshurica Regel
- Betula japonica Siebold ex H.J.P.Winkl., nom. nud.
- Betula japonica var. kamtschatica (Regel) H.J.P.Winkl.
- Betula japonica var. mandshurica (Regel) H.J.P.Winkl.
- Betula japonica var. szechuanica C.K.Schneid.
- Betula mandshurica (Regel) Nakai
- Betula mandshurica var. japonica (Miq.) Rehder
- Betula mandshurica var. mandshurica
- Betula mandshurica var. szechuanica (C.K.Schneid.) Rehder
- Betula platyphylla var. japonica (Miq.) H.Hara
- Betula platyphylla var. kamtschatica (Regel) H. Hara
- Betula platyphylla var. mandshurica (Regel) H. Hara
- Betula platyphylla var. szechuanica (C.K.Schneid.) Rehder
- Betula szechuanica (C.K.Schneid.) C.-A.Jansson

### Подвиды
- Betula platyphylla subsp. kamtschatica (Regel) Vorosch.
- Betula platyphylla subsp. mandshurica (Regel) Kitag. — Берёза маньчжурская
- Betula platyphylla subsp. minutifolia (Kozhevn.) Kozhevn.

### Декоративные садовые формы и культивары
Используется в озеленении. Известные сорта:
- 'Fargo' ( 'Dacota Pinnacle') — колонновидная крона, кора кремовая, листья зелёные. Сорт устойчив к болезням.
- 'Whitespire' — для сорта характерна аккуратная широкопирамидальная крона. Кора плотная чистая. Листья тёмные и лоснящиеся, осенью чисто жёлтые. Сорт устойчив к болезням.
- 'Szechuanica' — характеризуется хорошим цветом коры. Пригодна для сырых участков.